# Voyages extraordinaires
Les « Voyages extraordinaires » sont une collection de romans et de nouvelles de Jules Verne.
Pierre-Jules Hetzel, éditeur de Jules Verne, crée en 1866 une collection, les « Voyages extraordinaires », qui regroupera l’essentiel de la production romanesque de l'auteur (62 romans et 18 nouvelles), donnant lieu à des chefs-d'œuvre de la reliure industrielle française.

## Éditions
Chacun des romans de Jules Verne a été d'abord publié en périodique, sous la forme de feuilletons, principalement dans le Magasin d'éducation et de récréation. Une version reliée, en volume, est publiée ensuite, la même année, peu avant les étrennes, et proposée en librairie. Cette version en volume est dite « de luxe », de grand format (28 × 19 cm), elle est illustrée par de petites gravures en noir et blanc issues de dessins de divers artistes (Léon Benett, Édouard Riou, Jules Férat, George Roux, Henri de Montaut, Alphonse de Neuville, entre autres) renvoyant aux pages du roman et de plus grandes, colorées, réalisées en chromotypographie. Il existe plusieurs éditions des Voyages, les éditions originales du XIXe siècle, les plus prisées par les bibliophiles, ayant la particularité de ne pas mentionner de date de parution. Les relieurs convoqués pour créer les « cartonnages Hetzel » aux plats estampés, furent souvent Jean Engel et Antoine Lenègre, sur un dessin d'Auguste Souze. Ces cartonnages sont de couleur rouge, et plus rarement bleue, havane, violet ou vert. Les trois tranches de l'ouvrage sont dorées.

### Formats[2]
Voici les principales séries de cartonnages (il en existe d'autres) :
Une première série est publiée entre 1866 et 1871 et comprend les quatre premiers titres des « Voyages ». Le cartonnages est monochrome bleu, le motif est personnalisé en fonction du thème de l'ouvrage. 
Le deuxième série dite « à l'obus » est publiée entre 1872 et 1874. De couleur rouge, les motifs génériques qui apparaissent sont un ballon, le bateau Great Eastern, des icebergs, des animaux préhistorique et l'obus De la Terre à la Lune, dans le coin supérieur gauche. En 1875, une très rare édition de L'Île mystérieuse sort sous un cartonnage rouge différent dessiné par Souze, qui constitue un essai de reliure.
La troisième série dite « au ballon tricolore » ou « à la bannière », courre de 1875 à 1877, puis de 1881 à 1893. 
La quatrième série est dite « aux deux éléphants », elle est sans doute la plus connue, et va de 1876 à 1890. L’ensemble du motif est imprimé en doré sur le fond de couleur de la toile qui peut varier.
Une cinquième série, dite « à la sphère céleste », produite entre 1877 et 1883, présente sous toile bleue, et sur le plat principal, plusieurs cercles concentriques, emboîtés les uns dans les autres.
Une sixième série, dite « polychrome au portrait », est produite de 1890 à 1895. Le centre du plat porte un portrait de Jules Verne, figurant sur une photographie inclinée. Le dos du livre présente une représentation d'un phare. On trouve aussi des dos « à l’ancre » 
Septième et dernière série produite du vivant de l'auteur, celle dite « au globe doré » ou « à la mappemonde », entre 1896 et 1905. Le motif principal est une grande mappemonde dorée qui porte la mention « Voyages extraordinaires ». L'ensemble du motif polychrome est tiré sur fond bleu à dégradé.
Une huitième série, posthume, dite « à un éléphant » fut produite entre 1905 et 1919.
On trouve sur le marché des rééditions quasi-conformes à cette dernière série, et remontant aux années 1920, qui comportent une date d'impression, ainsi que des fac-similés modernes — par exemple, celle des éditions Agora dans les années 1980 — de moindre qualité mais permettant au plus grand nombre d’accéder à la lecture des romans de Jules Verne dans leur format d'origine, avec les illustrations intérieures, la couverture cartonnée et la lettrine. Une édition en « format poche » est aussi disponible et régulièrement ré-éditée.

Exemples de reliures (France)
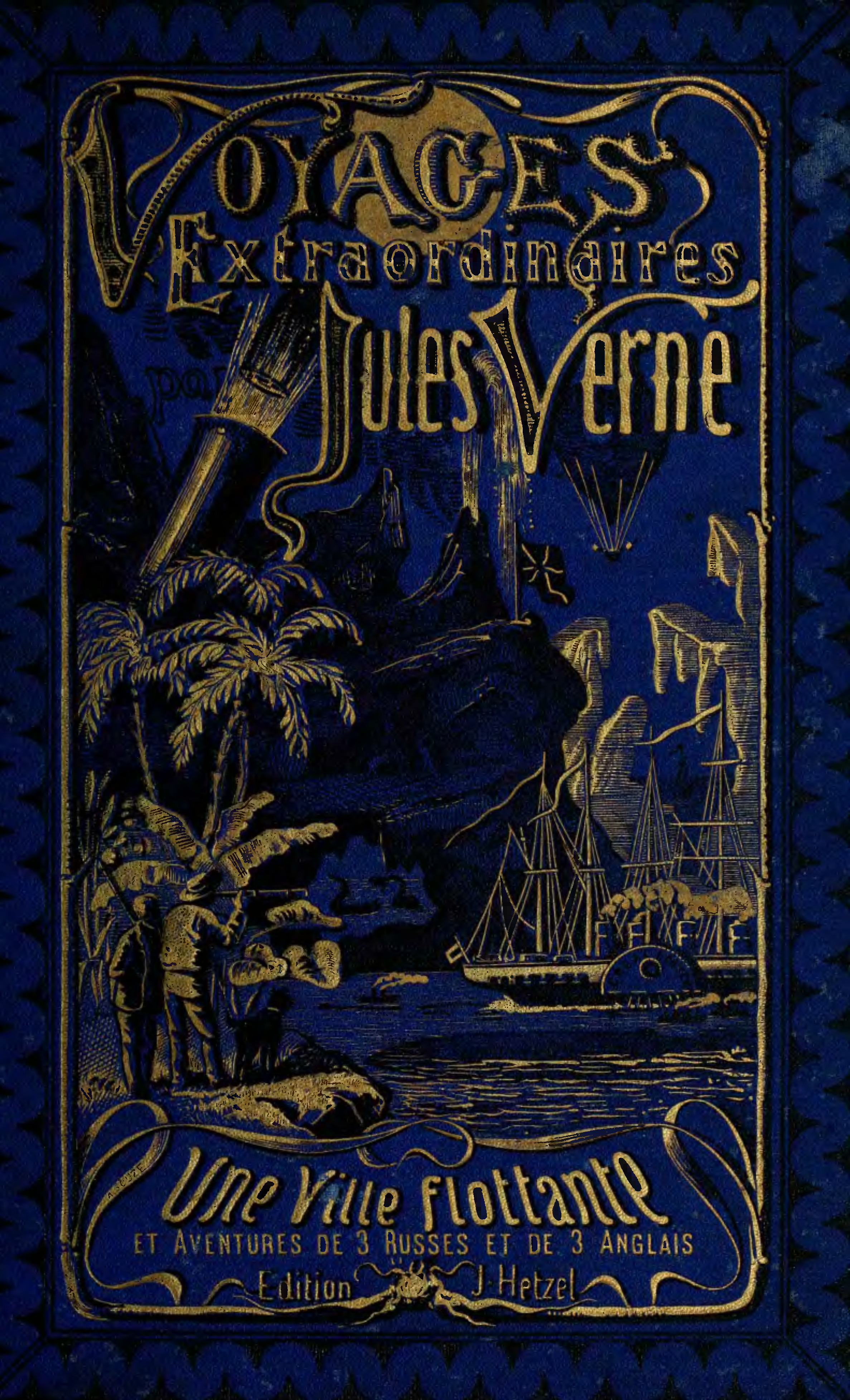
Reliure de type bleu personnalisé pour Une ville flottante (vers 1872)
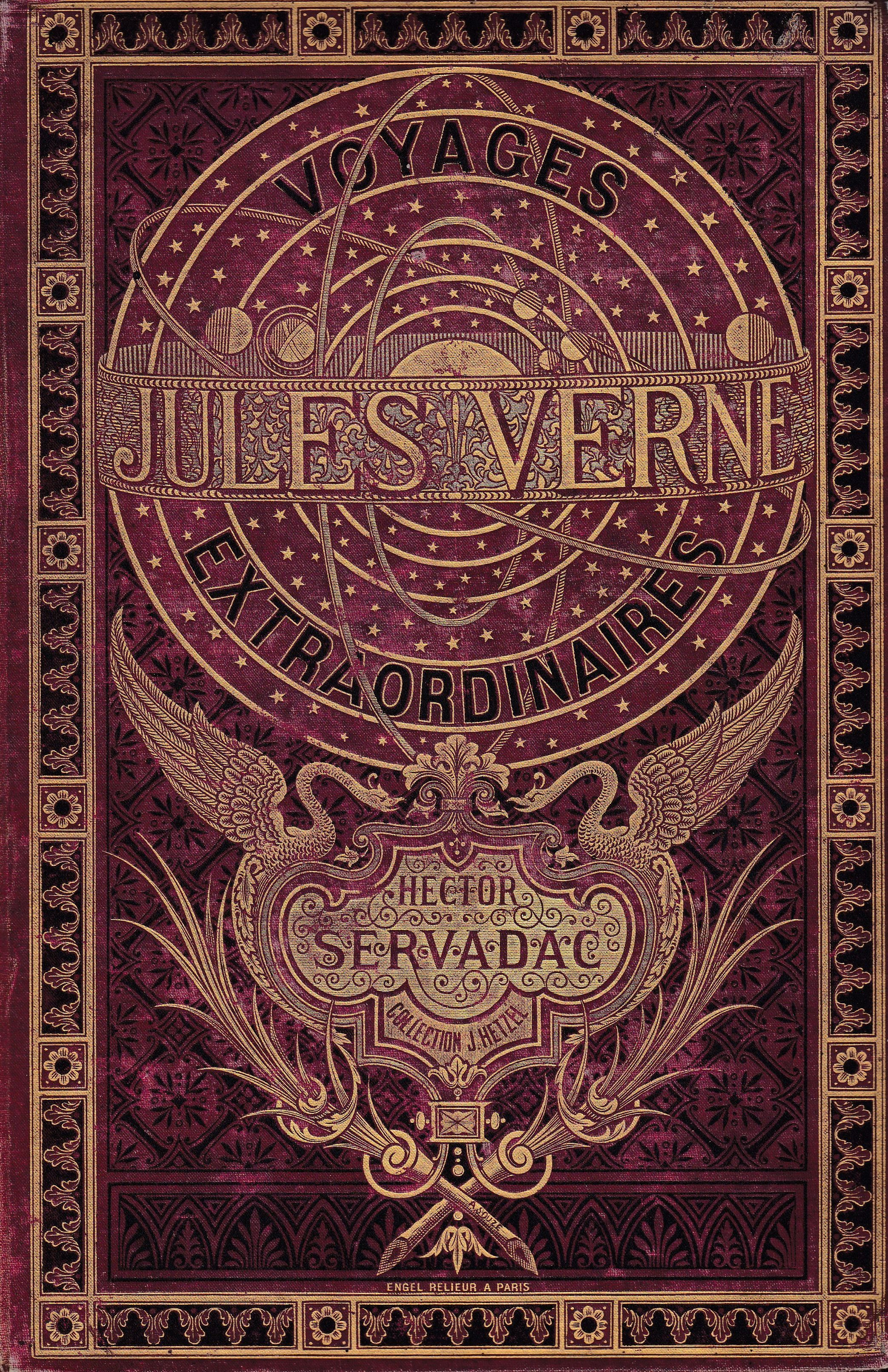
Reliure « à la sphère céleste » pour Hector Servadac (avant 1884)
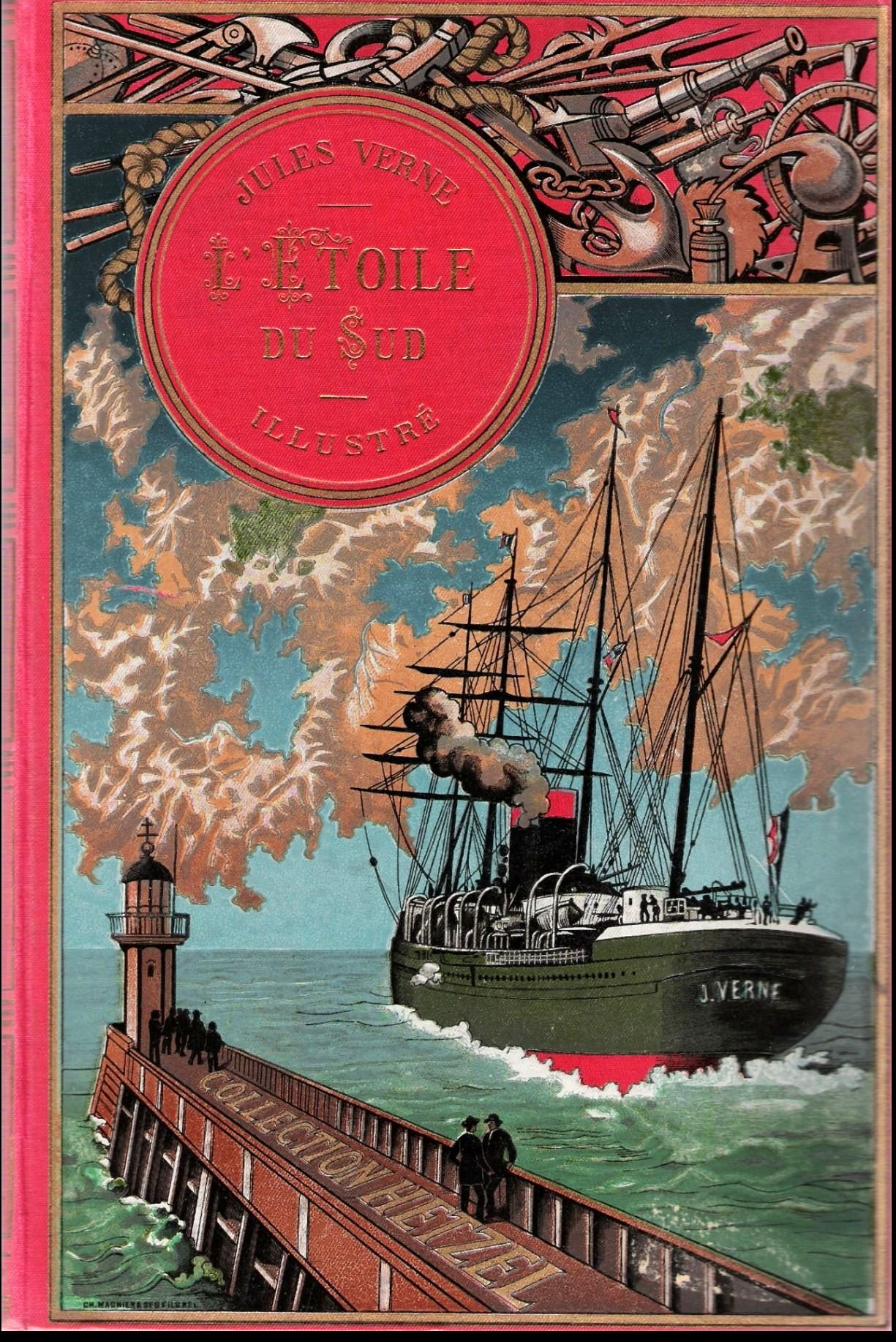
Reliure dite au steamer pour L'Étoile du Sud (1892-1905)
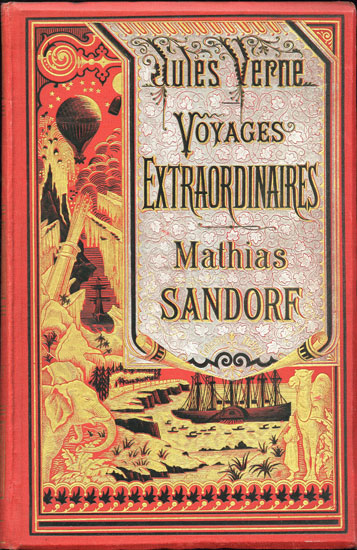
Reliure dite « à la bannière » pour Mathias Sandorf (avant 1894)
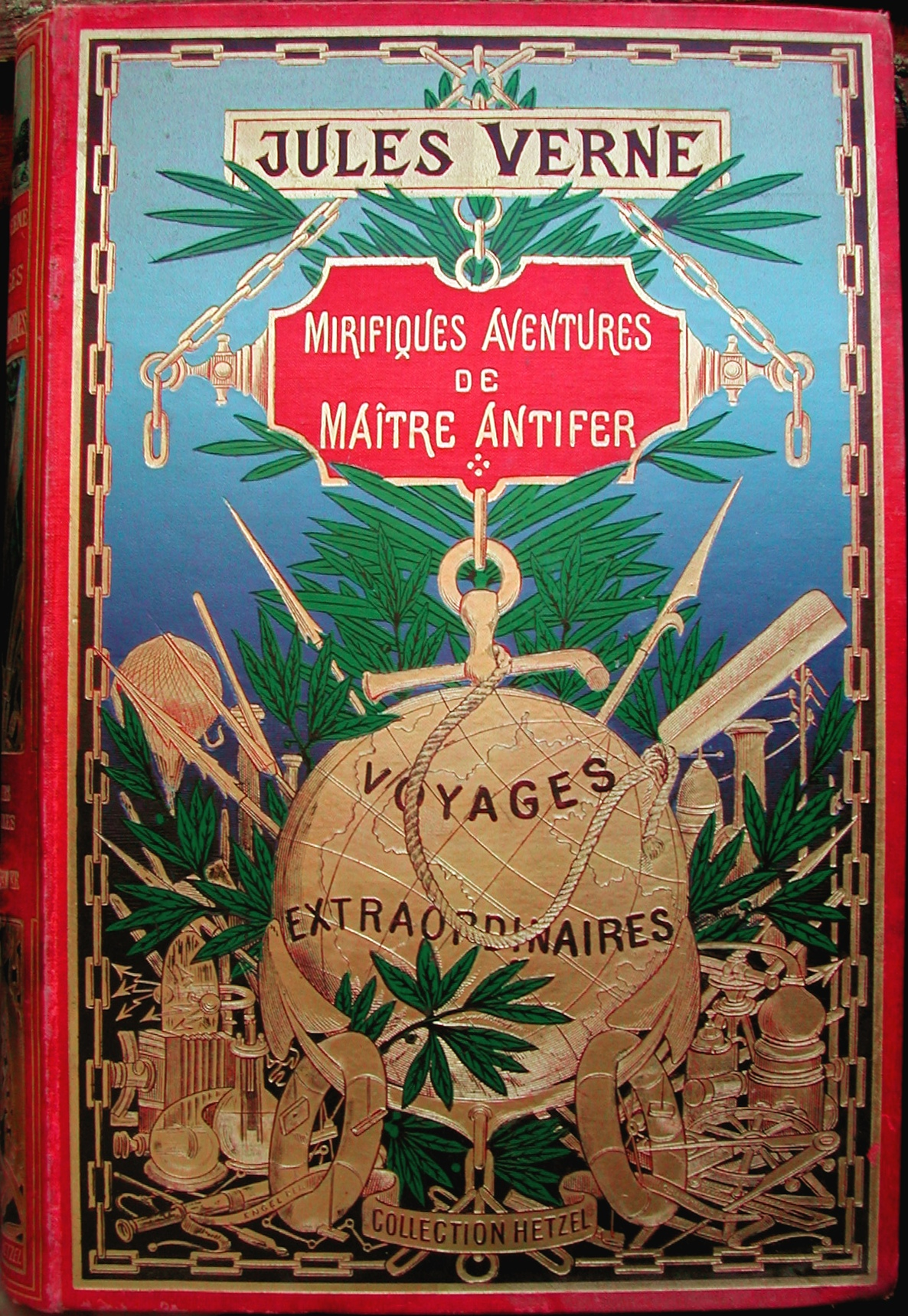
Reliure dite « au globe doré » pour Mirifiques Aventures de maître Antifer (avant 1906).
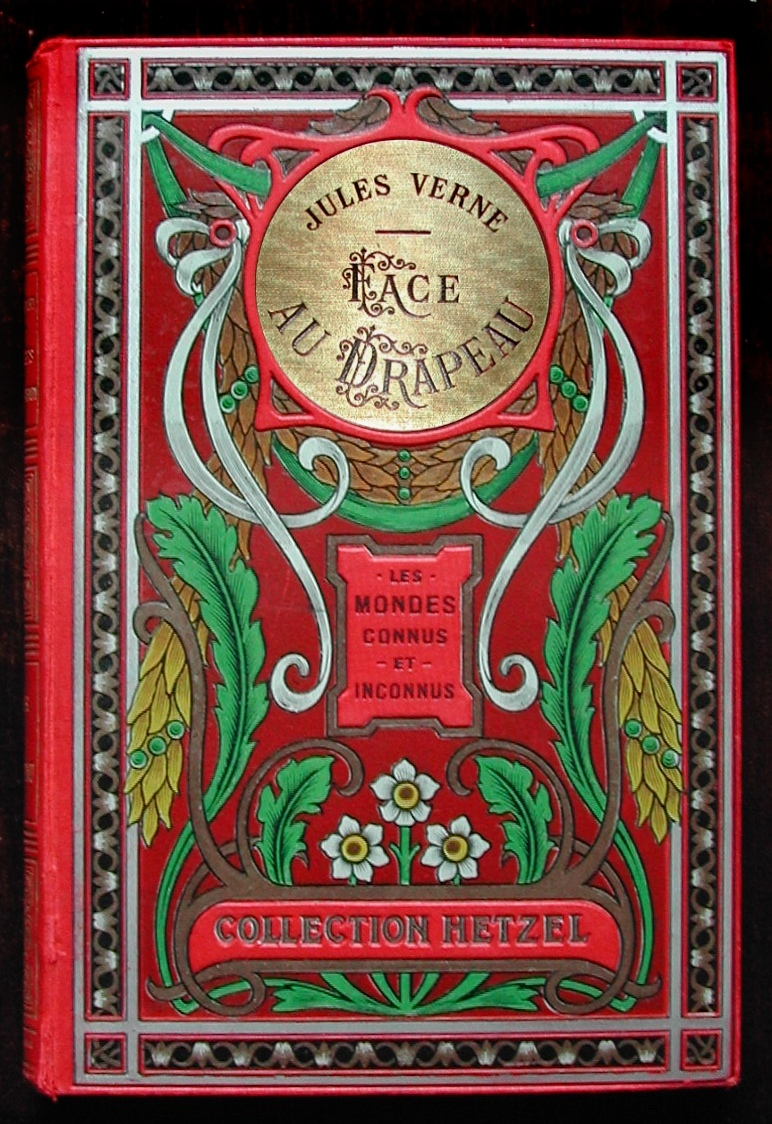
Reliure dite « à la feuille d'acanthe », pour Face au drapeau (1905-1910), série « Les Mondes connus et inconnus ».
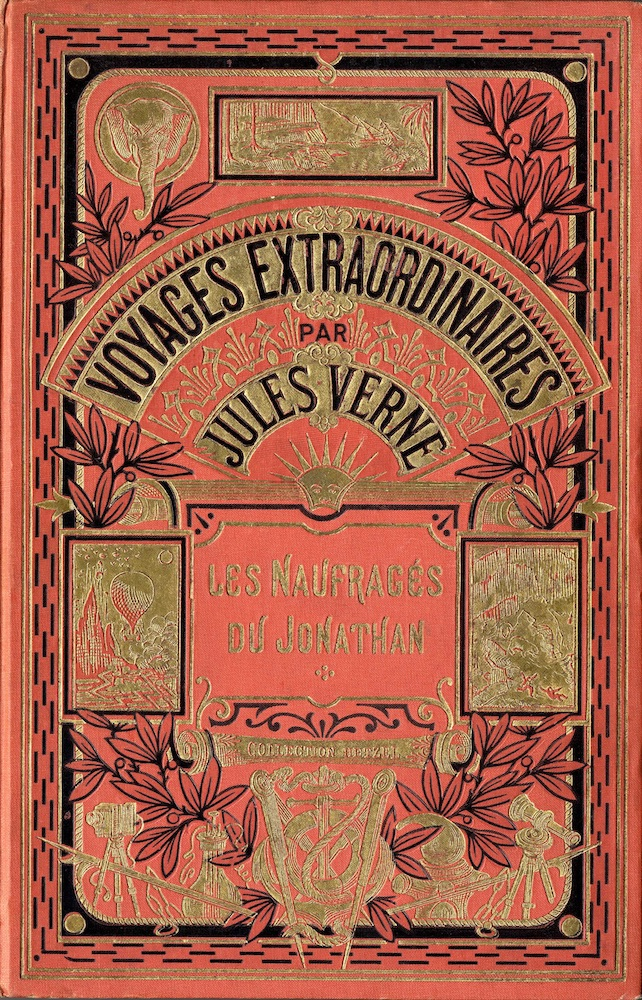
Reliure dite « à un éléphant », pour Les Naufragés du « Jonathan » (avant 1920).

## Titres
Liste complète des romans de la collection des « Voyages Extraordinaires », par ordre de publication :
1. Cinq Semaines en ballon (1863), 1 v.
2. Les Aventures du capitaine Hatteras (1864-1866), 2 v.
3. Voyage au centre de la Terre (1864), 1 v.
4. De la Terre à la Lune (1865), 1 v.
5. Les Enfants du capitaine Grant (1867-1868), 3 v.
6. Vingt Mille Lieues sous les mers (1869-1870), 2 v.
7. Autour de la Lune (1870), 1 v.
8. Une ville flottante (1871), 1 v.
9. Les Forceurs de blocus (1871), 1 v. (avec le précédent)
10. Aventures de trois Russes et de trois Anglais dans l'Afrique australe (1872), 1 v.
11. Le Pays des fourrures (1873), 2 v.
12. Le Tour du monde en quatre-vingts jours (1873), 1 v.
13. L'Île mystérieuse (1875), 3 v.
14. Le Chancellor (1875), 1 v.
15. Martin Paz (1875), 1 v. (avec le précédent)
16. Michel Strogoff (1876), 2 v.
17. Hector Servadac (1877), 2 v.
18. Les Indes noires (1877), 1 v.
19. Un capitaine de quinze ans (1878), 2 v.
20. Les Cinq Cents Millions de la Bégum (1879), 1 v.
21. Les Révoltés de la Bounty (1879), 1 v. (avec le précédent)
22. Les Tribulations d'un Chinois en Chine (1879), 1 v.
23. La Maison à vapeur (1880), 2 v.
24. La Jangada (1881), 2 v.
25. L'École des Robinsons (1882), 1 v.
26. Le Rayon vert (1882), 1 v.
27. Dix Heures en chasse (1882), 1 v. (avec le précédent)
28. Kéraban-le-Têtu (1883), 2 v.
29. L'Étoile du sud (1884), 1 v.
30. L'Archipel en feu (1884), 1 v.
31. Mathias Sandorf (1885), 3 v.
32. Robur le Conquérant (1886), 1 v.
33. Un billet de loterie (1886), 1 v.
34. Frritt-Flacc (1886), 1 v. (avec le précédent)
35. Nord contre Sud (1887), 2 v.
36. Le Chemin de France (1887), 1 v.
37. Gil Braltar (1887), 1 v. (avec le précédent)
38. Deux Ans de vacances (1888), 2 v.
39. Famille-Sans-Nom (1889), 2 v.
40. Sans dessus dessous (1889), 1 v.
41. César Cascabel (1890), 2 v.
42. Mistress Branican (1891), 2 v.
43. Le Château des Carpathes (1892), 1 v.
44. Claudius Bombarnac (1892), 1 v.
45. P'tit Bonhomme (1893), 2 v.
46. Mirifiques Aventures de maître Antifer (1894), 2 v.
47. L'Île à hélice (1895), 2 v.
48. Face au drapeau (1896), 1 v.
49. Clovis Dardentor (1896), 1 v.
50. Le Sphinx des glaces (1897), 2 v.
51. Le Superbe Orénoque (1898), 2 v.
52. Le Testament d'un excentrique (1899), 2 v.
53. Seconde Patrie (1900), 2 v.
54. Le Village aérien (1901), 1 v.
55. Les Histoires de Jean-Marie Cabidoulin (1901), 1 v.
56. Les Frères Kip (1902), 2 v.
57. Bourses de voyage (1903), 2 v.
58. Un drame en Livonie (1904), 1 v.
59. Maître du monde (1904), 1 v.
60. L'Invasion de la mer (1905), 1 v.
61. Le Phare du bout du monde (1905), 1 v.
62. Le Volcan d'or (1906), 2 v.
63. L'Agence Thompson and Co (1907), 2 v.
64. La Chasse au météore (1908), 1 v.
65. Le Pilote du Danube (1908), 1 v.
66. Les Naufragés du « Jonathan » (1909), 2 v.
67. Le Secret de Wilhelm Storitz (1910), 1 v.
68. L'Étonnante Aventure de la mission Barsac (1919), 2 v.